# Scionomia concinna
Scionomia concinna är en fjärilsart som beskrevs av W. Warren 1893. Scionomia concinna ingår i släktet Scionomia och familjen mätare. Inga underarter finns listade.